# Reunió de Nadal de 1888
La Reunió de Nadal de 1888 (Jólafundurin 1888 en feroès) va ser una trobada d'intel·lectuals feroesos que va marcar el tret de sortida del moviment nacional feroès.
Les reivindicacions nascudes d'aquesta trobada van establir la base per a què el 1899 s'inaugurés la primera escola pública feroesa. També va servir per q que cinquanta anys després, el 1938, el feroès i el danès obtinguessin la mateixa condició a les escoles i les esglésies. El 1948 el feroès va esdevenir llengua oficial de les illes Fèroe.

## La trobada
El 22 de desembre de 1888, l'únic diari que hi havia aleshores a les Illes Fèroe, el Dimmalætting, portava el següent avís:
se'ls convida a una reunió a la casa del Parlament el segon dia de Nadal a les tres de la tarda, on es parlarà de com defensar la llengua i les tradicions feroeses.
La invitació, signada per nou destacats feroesos, va suposar l'inici d'una nova era en la història de les Fèroe amb el naixement d'un moviment nacional propi. Els sotasignants eren els següents:
- E. D. Bærentsen: comerciant.
- H. N. Jacobsen: llibreter.
- D. Isaksen: pintor.
- S. F. Samuelsen: oficial.
- R. C. Effersø: poeta, polític i editor de diari.
- Jens Olsen: empresari.
- Júst Jacobsen: mestre i polític.
- C. L. Johannesen: mestre.
- J. Padurson: granger, escriptor i polític.

Malgrat l'aparició d'una forta tempesta i les males condicions de les comunicacions, una multitud es va acabar aplegant a la casa del Løgting aquella tarda. Es van fer discursos i es van cantar cançons patriòtiques. El punt culminant de la trobada va ser quan el poeta Rasmus Effersøe va recitar un himne escrit per a l'ocasió pel jove Jóannes Patursson. El missatge de l'himne, anomenat Nú er tann stundin komin til handa (Ha arribat l'hora d'actuar), quedava palès a la primera estrofa:
Ara ha arribat l'hora
en què ens hem d'unir
i reunir-nos al voltant
de la nostra llengua materna.

## Resolució
La reunió va acabar amb l'acceptació d'una resolució de sis punts:
1. Un cop hi hagués suficients llibres escolars de Feroès, el feroès s'hauria d'utilitzar com a idioma educatiu a les escoles.
2. En l'ensenyament de la història, l'èmfasi s'ha de posar en la història nacional feroesa.
3. En religió, s'hauria de suprimir tot l'aprenentatge de memòria en danès i la matèria impartir-se en feroès.
4. Els pares han de ser lliures d'utilitzar el feroès dins de l'Església i a fora.
5. El feroès s'ha d'utilitzar en tots els efectes i finalitats oficials.
6. Finalment, la resolució va posar èmfasi en la necessitat d'establir una escola pública feroesa.

La tempesta que va caure el dia de la reunió del dia 22 de desembre va evitar que moltes persones de pobles llunyans poguessin arribar fins a Tórshavn. Per tant, hi va haver una segona trobada el 6 de gener de 1889, en què es va constituir l'Associació Feroesa (Føringafelag) segons els següents principis:
1. El feroès ha de restaurar-se en honor i dignitat
2. El poble feroès s'ha de reunir al voltant de l'objectiu comú d'independitzar-se a tots els nivells.